# Смерть ростовщика
«Смерть ростовщика́» (тадж. Марги судхӯр) — советский художественный чёрно-белый фильм, снятый в 1966 году режиссёром Тахиром Сабировым на киностудии «Таджикфильм».
Премьера фильма состоялась 20 марта 1967 года.

## Сюжет
Старая Бухара, действие фильма происходит в начале февраля 1917 года. В счет неоплаченных долгов бедняка Хамро ростовщик Кори Ишкамба забирает в наложницы его сестру и продает её другому богачу.
Фильм является экранизацией одноименной повести Садриддина Айни, создающий колоритный образ ростовщика ханжи, лицемера и скряги Кори Ишкамба, отвратительного стяжателя и эксплуататора, имя которого стало таким же нарицательным, как Плюшкин, Иудушка Головлёв, Гобсек, и в то же время имеющим национальные таджикские черты.

## В ролях
- Захир Дусматов — ростовщик Кори Ишкамба
- Хабибулло Абдуразаков — Бадриддин
- Ато Мухамеджанов — Абдулло
- Гурминдж Завкибеков — судья
- Абдурахим Кудусов — Хамро
- Э. Асанова — Гульяндом
- А. Ходжаев — Рахими Канд
- Н. Шария — Рузи
- С. Бекаева
- Абдусалом Рахимов - Кази
- Зухра Хасанова

## Награды
- 1968 — Диплом Международного кинофестиваля стран Азии, Африки и Латинской Америки в Ташкенте режиссёру Тахиру Сабирову за фильм «Смерть ростовщика».